# Station Redcar East
Redcar East is een spoorwegstation van National Rail in Redcar, Redcar and Cleveland in Engeland. Het station is eigendom van Network Rail en wordt beheerd door Northern Rail. Het station is geopend in 1929.